# Pont couvert de Cornish–Windsor
Le pont couvert de Cornish–Windsor (en anglais : Cornish–Windsor Covered Bridge), ou pont de Cornish (Cornish Bridge), est un pont couvert à poutres en treillis de type Town en bois à deux travées achevé en 1866. Il traverse le fleuve Connecticut entre Cornish dans le New Hampshire (à l'est) et Windsor dans le Vermont (à l'ouest) ; il relie donc deux États du nord-est des États-Unis. Il s'agissait du plus long pont couvert encore existant dans ce pays jusqu'à la mise en service, en 2008, du pont Smolen–Gulf (en), dans l'Ohio.

## Histoire

### Ponts précédents
Il y a eu trois ponts précédemment construits sur ce site, successivement en 1796, 1824 et 1828. Les ouvrages de 1824 et 1828 ont été construits et exploités par un groupe d'hommes d'affaires qui comprenait Allen Wardner (1786–1877).

### Pont de 1866
Le pont actuel a été construit en 1866 par Bela Jenks Fletcher (1811–1877) de Claremont et James Frederick Tasker (1826–1903) de Cornish pour un coût de 9 000 $ (compte tenu de l'inflation, cela correspond à 157 152 $ actuels). Le pont mesure environ 449 pieds (137 m) de long et 24 pieds (7 m) de large. La structure met en œuvre une ferme Town brevetée en 1820 par Ithiel Town (1784-1844). 
De 1866 à 1943, il s'agissait un pont à péage. Selon un rapport de 1966 de la Division du développement économique du New Hampshire, le pont était suffisamment long pour mériter le nom de « kissin' bridge » (« pont des baisers »), une expression vernaculaire appliquée aux ponts couverts, en raison du bref moment d'intimité relative lors de la traversée.

« [En 1866, le pont] a relié « temperance » Windsor avec « wet » Cornish, les autorités ont donc taxé les piétons de 2 cents pour le trajet vers le New Hampshire, mais ont exigé 3 cents pour le retour vers « dry » Windsor. »

— The Boston Globe (1966).
D'autres tarifs, en 1866, atteignaient 20 cents (3 $ actuels) pour une calèche à quatre chevaux par exemple.
L'ouvrage a été acheté par l'État du New Hampshire en 1936 et sa traversée est devenue gratuite en 1943.

### Labellisations et restauration
- 1970 : L'American Society of Civil Engineers (ASCE) a répertorié le pont dans la liste des Historic Civil Engineering Landmarks.
- 1976 : Le pont est inscrit au registre national des lieux historiques.
- 1988 : Le pont couvert Cornish – Windsor est réhabilité, opération financée par la Federal Highway Administration.

### Clarification du statut de «pont le plus long»
Par rapport au pont Cornish – Windsor, le pont Old Blenheim (avant sa démolition) et le pont couvert de Bridgeport ont des portées libres plus longues, et le pont Smolen-Gulf est plus long dans son ensemble. Pourtant, sa une portée unique de 204 pieds (62 m) est la plus longue, de plus le pont Cornish – Windsor est toujours le plus long pont couvert en bois et possède la plus longue travée couverte pour le trafic automobile (Bridgeport est uniquement piéton, ce qui était également le cas de Blenheim),
. Par contre, la désignation de « pont couvert le plus long » n'était justifiée que lorsque le pont de Hartland à Hartland, dans le Nouveau-Brunswick, au Canada, était fermé.

## Accès

### Depuis le Vermont
La Vermont Route 44 (en) dans Windsor en direction du sud-est se termine en arrivant sur Main Street (qui est également l'U.S. Route 5 et VT 12 (en)). En continuant après Main Street, la route devient Bridge Street. En voyageant sur Bridge Street à partir de Main Street, on arrive au pont de Windsor au bout d'environ 2 dixièmes de mile ou 350 yards (320,04 m). Après avoir traversé le pont, Bridge Street se termine à New Hampshire Route 12A (en), qui longe le fleuve Connecticut à l'ouest et Cornish Wildlife Management Area à l'est. Bien que le public a parfois l'impression que le pont est implanté uniquement à Windsor, l'ouvrage se trouve principalement à Cornish, étant donné que la limite entre le New Hampshire et le Vermont longe la ligne moyenne ouest des basses eaux du Connecticut. En d'autres termes, quand on entre sur le pont du côté de Windsor, on se trouve immédiatement dans le New Hampshire.

### Depuis le New Hampshire
Sur la New Hampshire Route 12A (Town House Road) à Cornish, en venant du sud, Bridge Road est une intersection en T sur la gauche (ouest). En arrivant du nord, depuis West Lebanon (en) (qui fait partie de la ville de Lebanon), la Route 12A est particulièrement pittoresque le long du Connecticut.

### Repère historique
En venant de Cornish, juste avant l'intersection du pont (environ 100 pieds (30 m) au sud de l'intersection du pont), sur la gauche, il y a une aire de stationnement pour voir le pont. On peut y trouver un repère historique du New Hampshire. Le marqueur (numéro 158) est l'un des quatre de Cornish.
.

## Voir également
- Liste des Historic Civil Engineering Landmarks

(image 1 sur 9) 1984 Éléments historiques.
(image 2 sur 9) 1984 Élévation sud. Plan du tablier.
(image 3 sur 9) 1984 Coupe longitudinale Plan réfléchi de la charpente (Reflected deck-framing plan). Plan réfléchi du tablier (Reflected floor-framing plan).
(image 4 sur 9) 1984 Élévation est. Coupe transversale.
(image 5 sur 9) 1984 Détail d'assemblage.
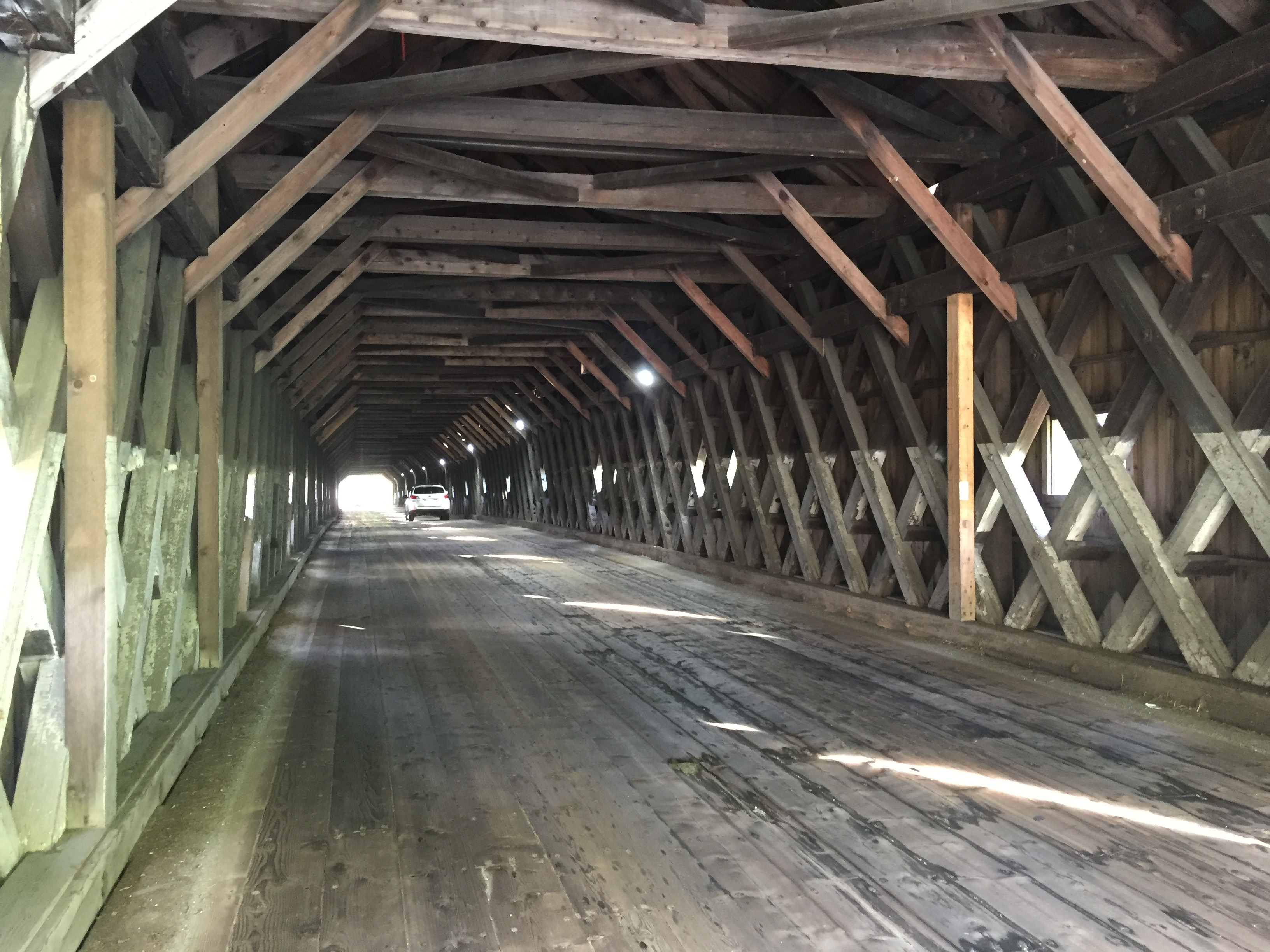
(image 6 sur 9) 2018 Vue depuis le côté Cornish. Le treillis est formé par les diagonales reliées aux cordes (qui sont les barres horizontales parallèles au lattes du plancher) ; de haut en bas : première corde supérieure, seconde corde supérieure, seconde corde inférieure, première corde inférieure.
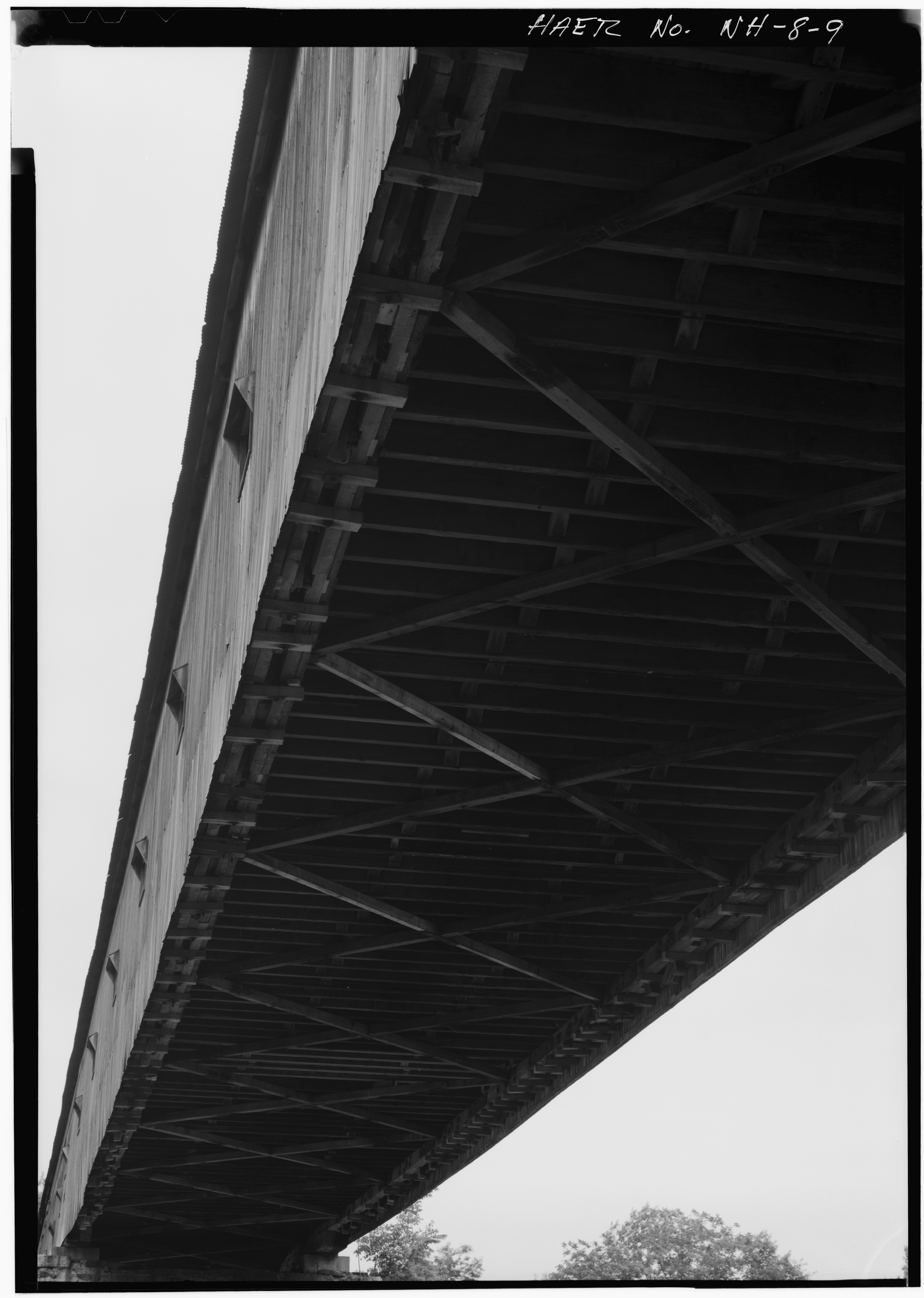
(image 7 sur 9) 1984 Vue du dessous depuis le sol : les entretoises inférieures reliées aux solives qui supportent les planches du tablier.
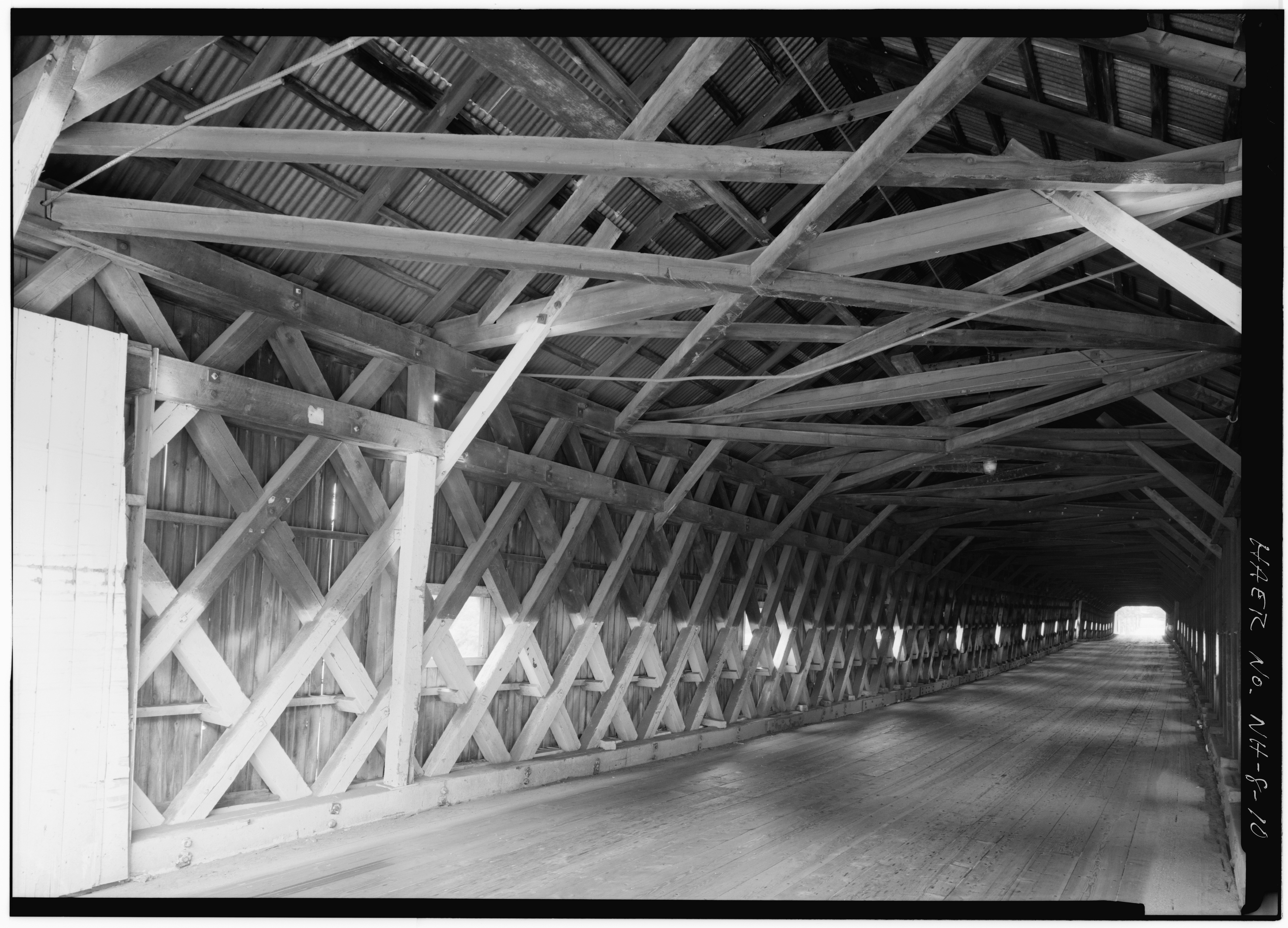
(image 8 sur 9) 1984 Intérieur haut : entretoises latérales supérieures, cadres d'entretoisement, chevrons, collar beams (?), pannes, et couverture.
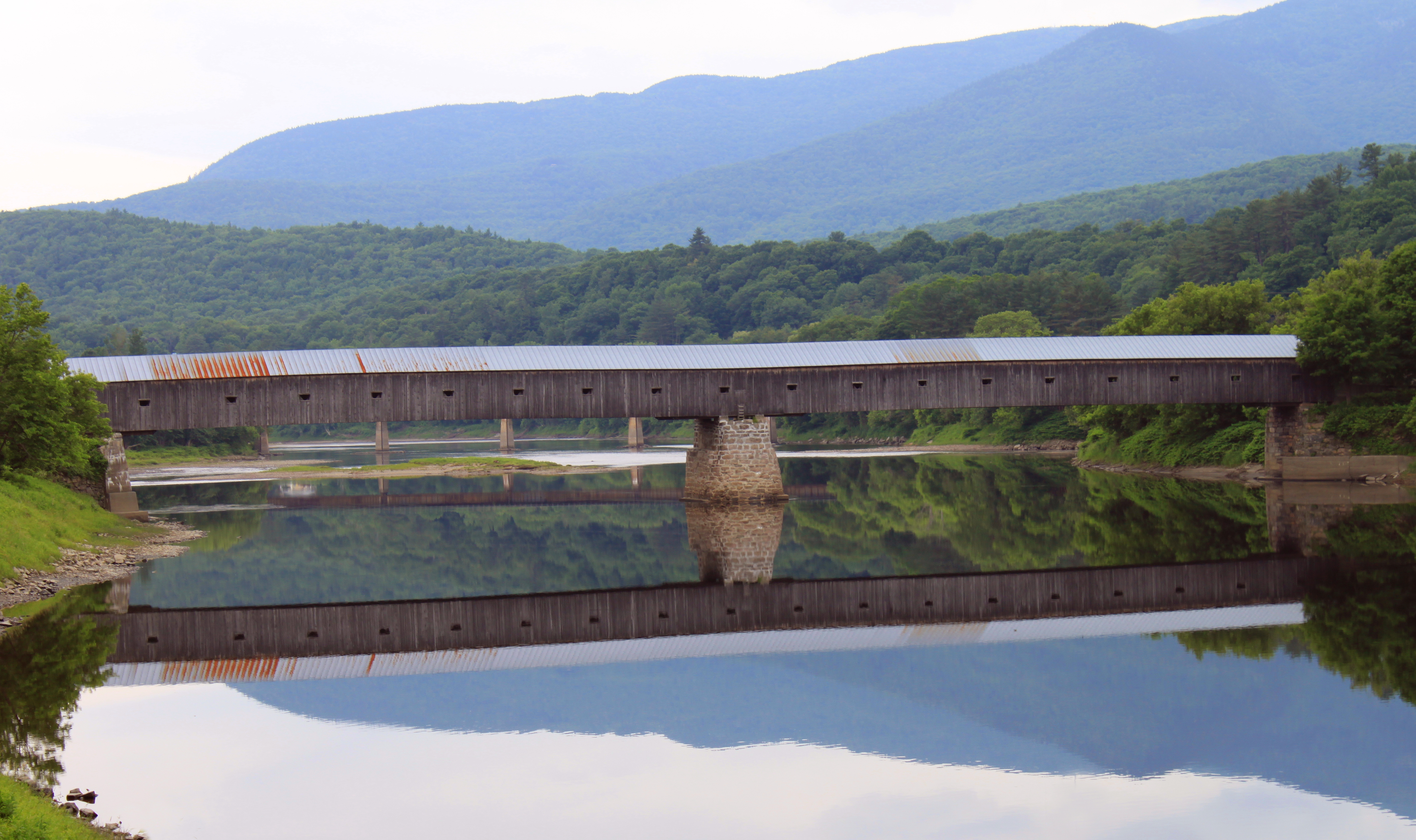
(image 9 sur 9) 2014 Vue depuis le nord. Les piliers qui apparaissent sous le tablier appartiennent au pont de chemin de fer de la New England Central Railroad, situé en aval.

- (image 3 sur 9)
1984
Coupe longitudinale
Plan réfléchi de la charpente (Reflected deck-framing plan).
Plan réfléchi du tablier (Reflected floor-framing plan).
- (image 4 sur 9)
1984
Élévation est.
Coupe transversale.
- (image 5 sur 9)
1984
Détail d'assemblage.
- (image 6 sur 9)
2018
Vue depuis le côté Cornish.
Le treillis est formé par les diagonales reliées aux cordes (qui sont les barres horizontales parallèles au lattes du plancher) ; de haut en bas : première corde supérieure, seconde corde supérieure, seconde corde inférieure, première corde inférieure.
- (image 7 sur 9)
1984
Vue du dessous depuis le sol :  les entretoises inférieures reliées aux solives qui supportent les planches du tablier.
- (image 8 sur 9)
1984
Intérieur haut : entretoises latérales supérieures, cadres d'entretoisement, chevrons, collar beams (?), pannes, et couverture.
- (image 9 sur 9)
2014
Vue depuis le nord. Les piliers qui apparaissent sous le tablier appartiennent au pont de chemin de fer de la New England Central Railroad, situé en aval.